# Piton de Villers
Pour les articles homonymes, voir Piton (homonymie) et Villers.
Le piton de Villers est un sommet de montagne de l'île de La Réunion, département d'outre-mer français dans le sud-ouest de l'océan Indien. Culminant à 1 712 mètres d'altitude, il est situé dans la plaine des Cafres au nord de la localité de Bourg-Murat. Ce faisant, il relève de la commune du Tampon. À son pied, à l'est, passe la route nationale 3, qui dessert les Hautes Plaines entre Saint-Benoît et Saint-Pierre. Sur ce parcours historique, le piton de Villers, nommé d'après le gouverneur de Bourbon Jean-Baptiste de Villers, a longtemps été considéré comme un monticule remarquable, un point de repère, bien qu'il soit entouré de sommets similaires, le piton Desforges et le piton Dugain notamment.

## Radar météorologique
Météo-France y a construit en 2011 un radar météorologique pour mieux surveiller le sud de l'île de La Réunion. En effet, le radar situé sur le nord, au lieu-dit du Colorado, a la vue bloquée sur une large partie sud de l’île par les reliefs.